# Gauß-Vorlesung
Gauß-Vorlesung (Palestra Gauß) é um prêmio concedido desde 2001 pela Associação dos Matemáticos da Alemanha, atualmente duas vezes por ano. Destinada a um público amplo, a palestra homenageia Carl Friedrich Gauß.

## Recipientes
| Ano  | Recipiente              | Tema                                                                                   |
| ---- | ----------------------- | -------------------------------------------------------------------------------------- |
| 2001 | Gerhard Huisken         | Geometric Analysis and Gravitation                                                     |
| 2002 | Ralph Erskine           | Breaking naval Enigma in Bletchley Park and at Washington D. C. - the lesson for today |
| 2003 | Thomas Sonar            | Entropie und Dissipation - diskrete Modelle nichtlinearer Transportvorgänge            |
| 2003 | Karl Sigmund            | Evolutionäre Spieltheorie - zwischen Maximen der Moral und experimenteller Ökonomie    |
| 2004 | Isadore Singer          | Refined Index Theory and Chiral Anomalies                                              |
| 2005 | Rupert Klein            | Mathematik im Klima des globalen Wandels                                               |
| 2005 | Günter Matthias Ziegler | Extreme geometrische Strukturen: Polyeder, Kachelungen und Kristalle                   |
| 2006 | Stefan Müller           | Oszillationen, Starrheit und Mikrostruktur in modernen Materialien                     |
| 2006 | Penelope Maddy          | A package tour of the philosophy of mathematics                                        |
| 2007 | Don Zagier              | Zahlentheorie und die Kreiszahl                                                        |
| 2007 | Willi Jäger             | Zellen und Zahlen - Mathematik für die Lebenswissenschaften                            |
| 2008 | John Willard Morgan     | The Poincaré Conjecture and Geometrization of 3-Manifolds                              |
| 2008 | Bernold Fiedler         | Aus Nichts wird nichts? Mathematik der Selbstorganisation                              |
| 2009 | Felix Otto              | Musterbildung und partielle Differentialgleichungen                                    |
| 2009 | Hendrik Willem Lenstra  | Modeling finite fields                                                                 |
| 2010 | Walter Schachermayer    | Die Dualität des Geldes                                                                |
| 2010 | Edward Brian Davies     | Platonism in Science and Mathematics                                                   |
| 2011 | Michael Struwe          | Die beste aller möglichen Welten                                                       |
| 2011 | Wolfgang Dahmen         | Compressive Sensing - oder die Kunst der Abkürzung                                     |
| 2012 | Friedrich Götze         | Der mehrdimensionale zentrale Grenzwertsatz und die Geometrie der Zahlen               |
| 2012 | Matthias Kreck          | Codes, Arithmetik und Mannigfaltigkeiten                                               |
| 2013 | Ben Green               | Muster bei Primzahlen                                                                  |
| 2013 | Jürgen Richter-Gebert   | Symmetrie, Ornamente und Computer                                                      |
| 2014 | Robert Ghrist           | The Mathematics of Holes                                                               |
| 2015 | Martin Jakob Gander     | Von Euler bis zu modernem Computing                                                    |
| 2015 | Volker Mehrmann         | Was tun, wenn die Bremse quietscht?                                                    |
| 2015 | Ingrid Daubechies       | Math helping Art Conservation                                                          |
| 2016 | Nicolas Monod           | 100 Jahre Zweisamkeit – The Banach-Tarski Paradox                                      |
| 2017 | Helmut Pottmann         | Mathematik an der Schnittstelle von Design und Technik                                 |
| 2017 | Werner Ballmann         | Descartes, Euler, Gauß-Bonnet: von flexiblen Flächen zu festen Zahlen                  |
| 2017 | Cédric Villani          | On triangles, gases, prices and men                                                    |
| 2018 | Katrin Wendland         | Spieglein, Spieglein, wie stell ich Dich dar?                                          |
| 2018 | Caroline Lasser         | Wie bewegen sich Moleküle?                                                             |
| 2019 | László Székelyhidi      | Schöne Monster in der Mathematik                                                       |
| 2019 | Mike Hopkins            | Topology and the Properties of Materials                                               |
| 2021 | Maryna Viazovska        | The Leech Lattice                                                                      |
| 2021 | Valentin Blomer         | Titel folgt                                                                            |
| 2022 | Ulrike Tillmann         | Titel folgt                                                                            |